# لينيا جنوبية
لينيا جنوبية (الاسم العلمي: Linnaea australis) هي نوع من النباتات يتبع جنس اللينيا من الفصيلة المعزية الورق.